# Poliske
Poliske (ukrainisch Поліське; russisch Полесское Polesskoje), ehemals Хабне Chabne, zwischenzeitlich Kahanowytschi Perschi, war eine Siedlung städtischen Typs mit etwa 12.000 Einwohnern im Oblast Kiew, Ukraine. Durch die Nuklearkatastrophe von Tschernobyl 1986 wurde die Stadt schwer verseucht und in der Folge von ihren Bewohnern verlassen.

## Lage
Poliske liegt im Nordwesten der Oblast Kiew an der Grenze zur Oblast Schytomyr. Der Ort liegt am Fluss Usch, einem Zufluss des Prypjat.

## Geschichte

### Anfänge bis 20. Jahrhundert
Erstmals urkundlich erwähnt wurde Poliske im Jahre 1415 unter dem Namen Chabne. 1667 fiel es an Polen, und nach der Zweiten Teilung Polens kam es zusammen mit der ganzen rechtsufrigen Ukraine an Russland.
Seit 1918 sowjetisch, erhielt die Stadt 1934 den Namen Kahanowytschi Perschi (Кагановичі Перші) nach dem sowjetischen Politiker Lasar Moissejewitsch Kaganowitsch. 1938 herhielt sie den Status einer Siedlung städtischen Typs, 1958 wurde sie in Poliske umbenannt. Die Stadt war Hauptstadt des Rajon Poliske.
In Poliske dominierte in der Zeit der Sowjetunion vor allem Textil- und Möbelindustrie sowie Landwirtschaftstechnik. Der Ort beherbergte sechs allgemeinbildende und zwei Berufsschulen, je eine Musik- und Sportfachschule. Örtliche kulturelle Einrichtungen waren vier Häuser der Kultur, Clubs, ein Kino und vier Bibliotheken.

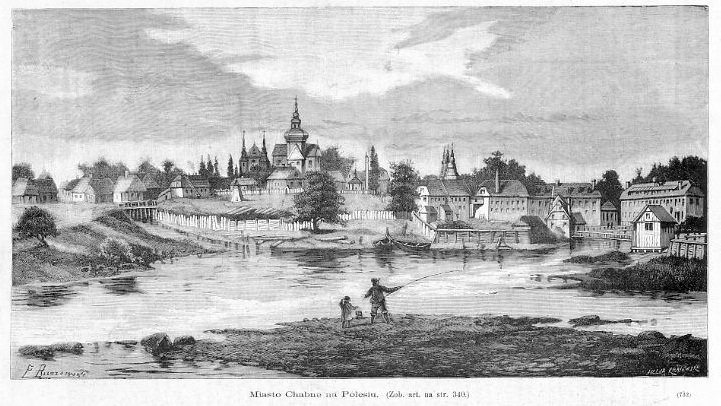
Ansicht von Chabne, 1885
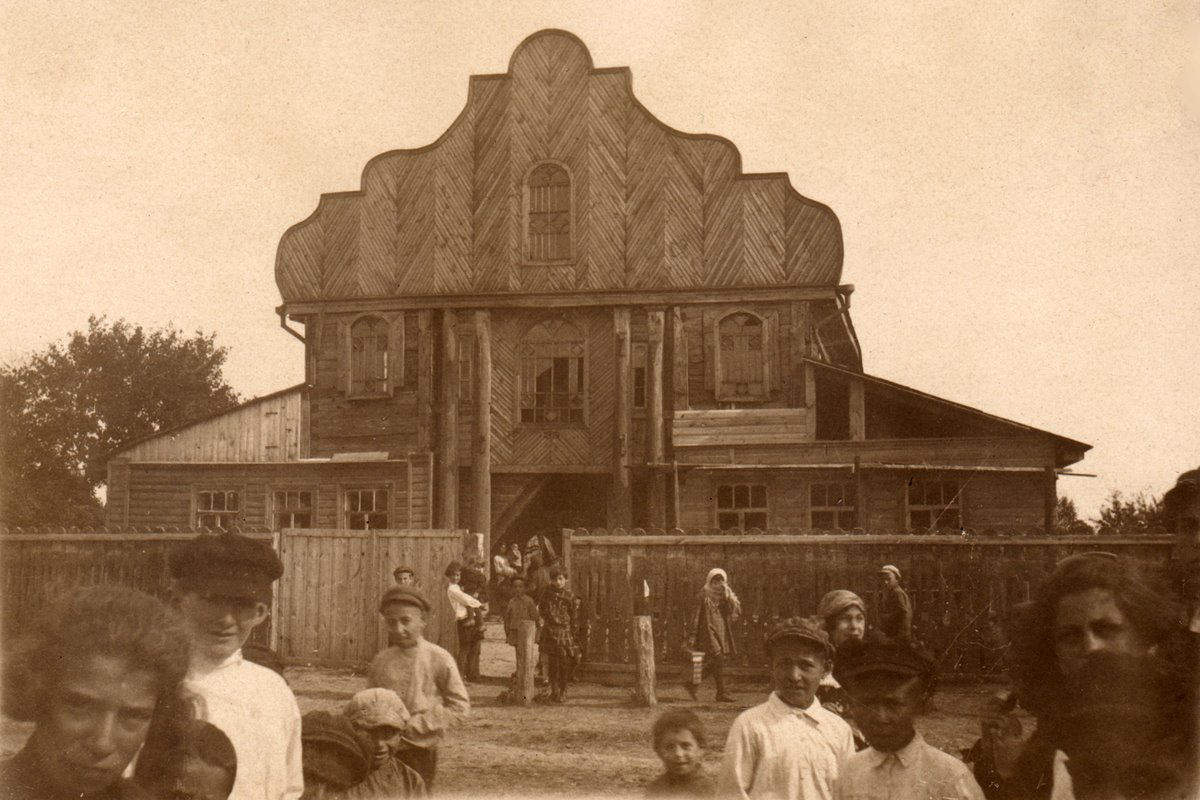
Synagoge von Chabne, 1928
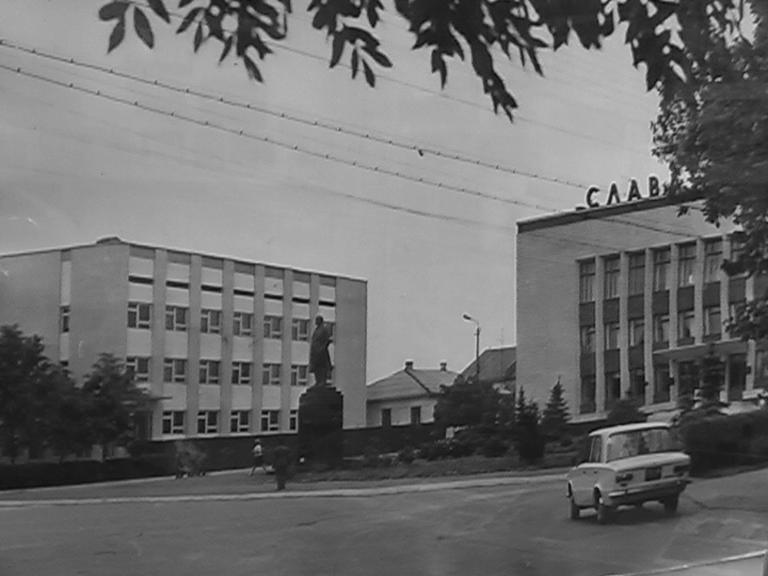
Die Rajonverwaltung, 1983

### Reaktorkatastrophe von Tschernobyl
Poliske wurde Ende April 1986 direkt durch den katastrophalen Unfall im Kernkraftwerk Tschernobyl betroffen; aufgrund des ersten radioaktiven Fallouts des detonierten Kraftwerkes, der in Richtung Poliske zog, war die Strahlenbelastung hoch. Direkt nach dem Unfall betrug sie etwa 3.000 R/h = 3 Mrd. µR/h).
Um die Stadt zu retten, wurde beschlossen, die am meisten frequentierten Gebäude, Plätze und Straßen zu dekontaminieren. Dazu wurden einige Gebäude komplett abgerissen und neu gebaut, Wasserleitungen ausgetauscht und Asphaltbeläge vieler Straßen erneuert. Durch diesen Aufwand konnte zwar die Verseuchung der Stadt gesenkt werden, jedoch nicht unterhalb ein für die Bewohner erträgliches Maß. Aufgrund dessen wurde das Gebiet von den Bewohnern verlassen.
Nach dem Referendum 1991 gehörte Poliske zur Ukraine. Bis 1993 war sie noch die Rajonshauptstadt. 1999 wurden Poliske als Stadt offiziell aufgelöst.

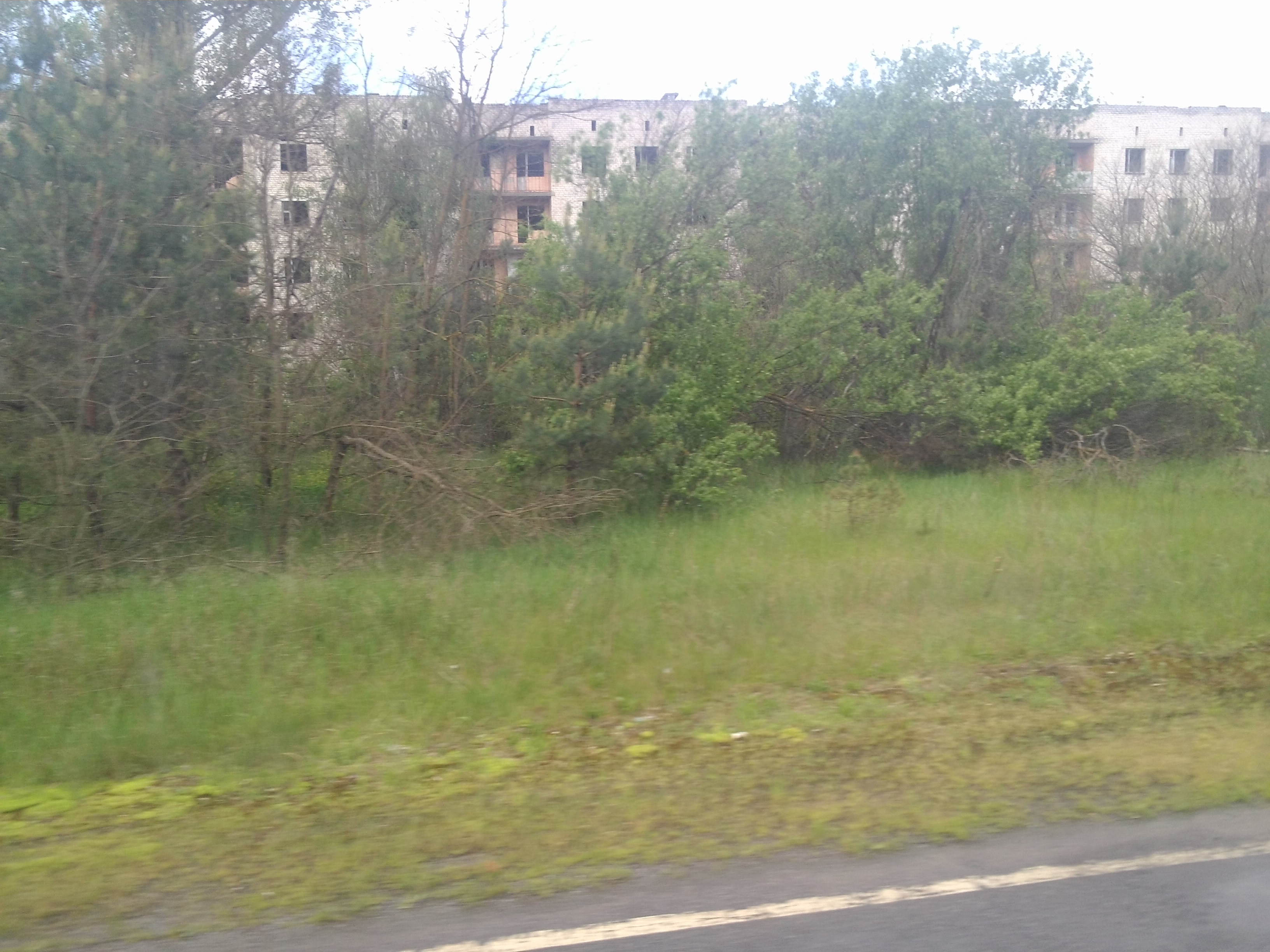
Verlassene und zugewachsene Häuser in Poliske, 2014

### Heutige Situation
Im Laufe der Zeit ist die Radioaktivität in Poliske auf ein Maß gesunken, dass manche Menschen erwägen, wieder in der Stadt zu wohnen. Die ionisierende Strahlung in der Stadt beträgt heute etwa 20 bis 50 µR/h (zum Vergleich: Moskau hat etwa 20 bis 25 µR/h). Ende 2006 besaß die Stadt etwa 20 Einwohner, Tendenz steigend (2005: 10 Ew.).
Poliske ist ein Beispiel dafür, dass sich Teile des weniger stark verseuchten Gebietes langsam aber sicher wieder als Wohngebiete eignen (Im Kerngebiet im Umkreis von 30 Kilometern um das Kraftwerk Tschernobyl wird eine dauerhafte Besiedelung erst in durchschnittlich 600 bis 1000 Jahren wieder möglich sein. Die letzten Spuren des Unfalls werden in etwa 48.000 Jahren verschwunden sein.)
In entfernteren, weniger kontaminierten Gebieten wird es als wichtig angesehen, die mittlerweile wieder bewohnbaren Flächen wieder zu besiedeln, da durch den GAU in Tschornobyl weite Landesteile unbewohnbar gemacht wurden (beispielsweise wurden im Nachbarland Belarus etwa 20 % der gesamten Staatsfläche kontaminiert).

## Persönlichkeiten
- Wjatscheslaw Kyrylenko, Kulturminister (2014–2016) der Ukraine, 1968 in Poliske geboren.